# Parco naturale regionale della Corsica

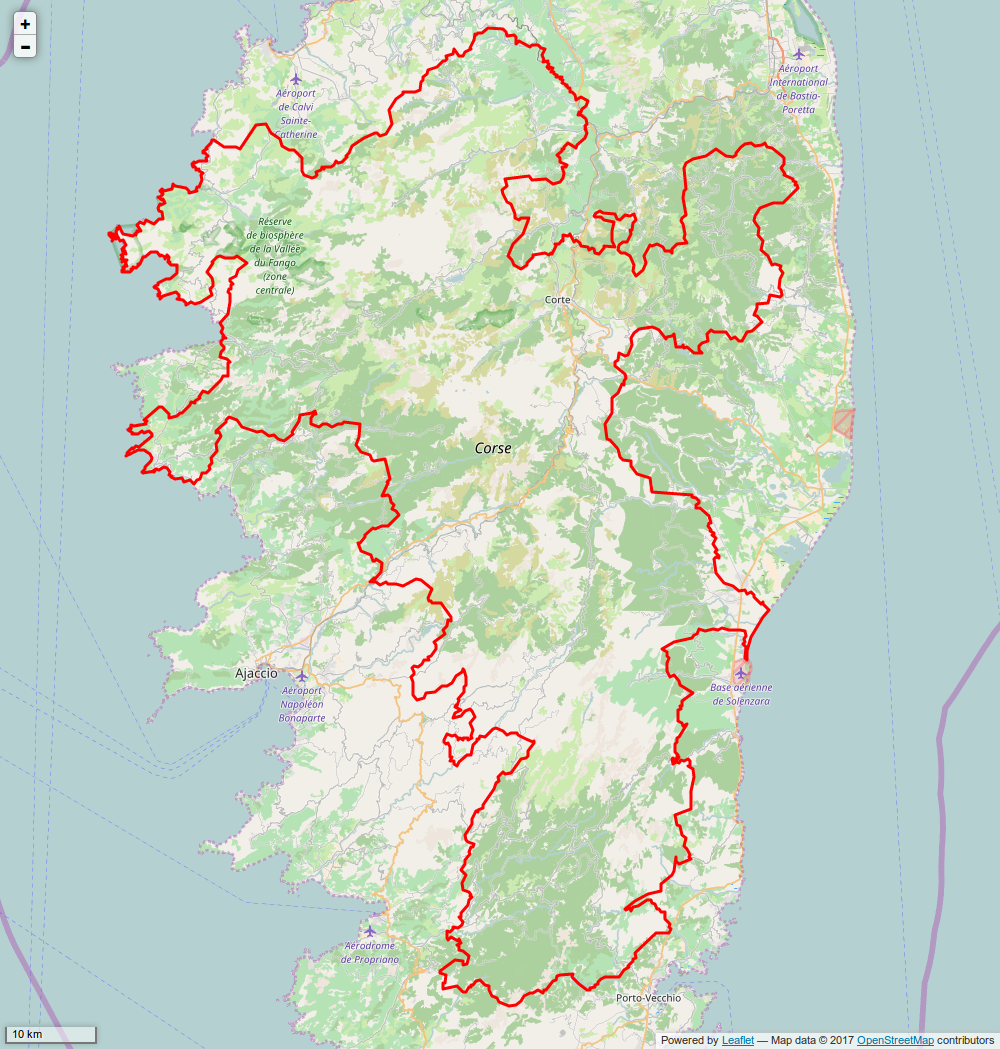
I confini del Parco

Il parco naturale regionale della Corsica (in francese parc naturel regional de Corse, in corso parcu naturale reghjunale di Corsica) è un'area naturale protetta della Corsica, estesa 371.469 ettari, cioè circa il 40% dell'isola. Il parco è stato istituito nel 1972.

## Territorio
Il Parco interessa quasi un quarto del territorio dell'isola e permette la conservazione del paesaggio e di numerose specie animali e vegetali, alcune delle quali rare e peculiari della Corsica.
Si sviluppa lungo la dorsale montuosa che attraversa l'isola da NO a SE e comprende al suo interno:
- La riserva della Biosfera della Valle del Fango di 23.000 ettari a Manso, Olmo, Galeria.
- Il Villaggio delle Tartarughe di 10 ettari a Moltifao.
- La riserva naturale di Scandola di 1.919 ettari terrestri e marini nei comuni di Calenzana, Galeria, Ota, Osani, Partinello, Piana, Serriera.

Durante oltre trent'anni il Parco ha avuto un ruolo chiave nel recupero del territorio attraverso la ripresa della secolare cultura del castagno, la protezione antincendio, il recupero di dozzine di ovili e stazzi, il riavviamento di mulini ad acqua, il restauro di monumenti e lo sfruttamento di giacimenti archeologici, dando nuovo impulso all'insediamento nell'interno e favorendo lo sviluppo dell'artigianato locale.
Comprende 145 comuni con 26.700 abitanti (circa 1/10 della popolazione isolana).
Il parco è amministrato dalla Fédération des parcs naturels régionaux de France che lo amministra tramite l'Office de l'Environnement de la Corse con sede in 14 Avenue Jean Nicoli a Corte.

## Fauna
Tra le specie animali presenti spicca il muflone, simbolo del parco e dell'isola (500 unità). Le due principali popolazioni si trovano sul monte Cinto (a nord) e nel Massiccio di Bavella (a sud dell'isola). 

Negli anni '80 è stato reintrodotto il cervo sardo.
Numerosi sono i cinghiali e i maiali semi-selvatici, spesso ibridati tra loro: allevati allo stato brado costituiscono materia prima per la tipica salumeria tradizionale còrsa.
Altro animale simbolo è l'avvoltoio gipeto. Fino agli anni '90 del secolo scorso, i gipeti erano relativamente numerosi, ma in seguito c'è stato un rapido declino fino ad una popolazione residua di solamente 14 individui, di cui quattro coppie (anno 2016), pertanto considerata a elevato rischio di estinzione. Dal 2016 il Parco ha dato il via ad un progetto di rinforzo della popolazione, rilasciando sulle montagne alcuni giovani esemplari provenienti dalla Spagna e da altri zoo europei. 

Altri rapaci presenti sono una dozzina di coppie di aquila reale e di falco pescatore. Più diffusi sono il falco pellegrino, l'aquila del Bonelli, il nibbio reale.
Endemiche sono pure le specie del gabbiano còrso (che nidifica anche nell'isola di Capraia) e del picchio muratore còrso (Sitta whiteheadi). Nelle zone umide della costa orientale sostano cicogne bianche e nere, gru e oche e altri migratori. L'avifauna stanziale comprende inoltre sottospecie còrse di corvo, pernice rossa, picchio, assiolo e fringuello.
Tra i rettili spicca l'assenza della vipera, mentre sono presenti tre specie di tartaruga (di terra, di mare, d'acqua dolce) e due specie inoffensive di colubro. Nei torrenti e nei laghi vivono l'anguilla e la trota fario.

## Strutture ricettive
Quasi tutti gli uffici del parco sono ad Aiaccio, tranne uno che si trova a Nocario..